# Họ Tầm gửi
Họ Tầm gửi hay họ Tằm gửi hoặc họ Chùm gửi (danh pháp khoa học: Loranthaceae) là một họ thực vật có hoa, được các nhà phân loại học công nhận rộng khắp. Nó chứa khoảng 68-77 chi và 950-1.000 loài cây thân gỗ, phần nhiều trong số đó là các cây bán ký sinh. Ngoại trừ ba loài thì tất cả còn lại đều có cách mọc và phát triển trên các cây khác, mặc dù chúng cũng có lá xanh để có thể tự quang hợp. Ba loài sinh sống trên mặt đất là Nuytsia floribunda – cây giáng sinh của Australia, Atkinsonia ligustrina – một loài cây bụi rất hiếm của dãy núi Blue tại Australia và một loài ở Trung và Nam Mỹ là Gaiadendron punctatum.
Ban đầu họ này chứa toàn bộ các loài được gọi chung là tầm gửi, nhưng các loài tầm gửi điển hình của châu Âu và Bắc Mỹ (các chi Viscum và Phoradendron) thuộc về họ Viscaceae đôi khi được đặt trong họ Đàn hương (Santalaceae).
Hệ thống APG II năm 2003 (không thay đổi từ hệ thống APG năm 1998) đưa họ này vào bộ Đàn hương (Santalales) trong nhánh thực vật hai lá mầm phần lõi (core eudicots).

## Các chi
Bảng dưới đây liệt kê 73 chi có trong danh sách của Nickrent D. L. et al. (2010).
- Tông Nuytsieae
  - Nuytsia: 1 loài
- Tông Gaiadendreae
  - Atkinsonia: 1 loài.
  - Gaiadendron: 1 loài.
- Tông Elytrantheae
  - Alepis: 1 loài
  - Amylotheca: 4 loài
  - Cyne: 6 loài.
  - Decaisnina: 25 loài
  - Elytranthe: 10 loài.
  - Lampas: 1 loài.
  - Lepeostegeres: 9 loài.
  - Lepidaria: 12 loài.
  - Loxanthera: 1 loài
  - Lysiana: 6 loài.
  - Macrosolen: 25 loài sao hoa hay đại cán.
  - Peraxilla: 2 loài.
  - Thaumasianthes: 2 loài.
  - Trilepidea: 1 loài.
- Tông Psittacantheae
  - Phân tông Tupeinae
    - Tupeia: 1 loài.

  - Phân tông Notantherinae
    - Desmaria: 1 loài.
    - Notanthera: 2 loài.

  - Phân tông Ligarinae
    - Ligaria: 2 loài.
    - Tristerix: 11 loài.

  - Phân tông Psittacanthinae
    - Aetanthus: Khoảng 10 loài.
    - Cladocolea: 25 loài.
    - Dendropemon: Khoảng 25 loài.
    - Ixocactus: 3 loài.
    - Oryctanthus: 10 loài
    - Oryctina: 6 loài.
    - Panamanthus: 1 loài.
    - Phthirusa: Khoảng 60 loài.
    - Psittacanthus: 120 loài.
    - Struthanthus: Khoảng 70 loài.
    - Tripodanthus: 3 loài.
- Tông Lorantheae
  - Phân tông Ileostylinae
    - Ileostylus: 1 loài.
    - Muellerina: 4 loài.

  - Phân tông Loranthinae
    - Cecarria: 1 loài.
    - Loranthus: Khoảng 10 loài.

  - Phân tông Amyeminae
    - Amyema: Khoảng 100 loài.
    - Barathranthus: 3 loài.
    - Benthamina: 1 loài.
    - Dactyliophora: 3 loài.
    - Diplatia: 3 loài.
    - Distrianthes: 1 loài.
    - Helicanthes: 1 loài.
    - Papuanthes: 1 loài.
    - Sogerianthe: 4 loài.

  - Phân tông Scurrulinae
    - Scurrula: Khoảng 50 loài.
    - Taxillus: Khoảng 35 loài.

  - Phân tông Dendrophthoinae
    - Dendropthoe: 30 loài.
    - Helixanthera: Khoảng 50 loài chùm gửi, li biện ký sinh.
    - Tolypanthus: 4 loài.
    - Trithecanthera: 4 loài.

  - Phân tông Emelianthinae
    - Emelianthe: 1 loài.
    - Erianthemum: 16 loài.
    - Globimetula: 13 loài.
    - Moquiniella: 1 loài.
    - Oliverella: 3 loài.
    - Phragmanthera: 34 loài.
    - Spragueanella: 2 loài.

  - Phân tông Tapinanthinae
    - Actinanthella: 2 loài.
    - Agelanthus: 59 loài.
    - Bakerella: Khoảng 16 loài.
    - Berhautia: 1 loài.
    - Englerina: 25 loài.
    - Oedina: 4 loài
    - Oncella: 4 loài.
    - Oncocalyx: 13 loài.
    - Pedistylis: 1 loài.
    - Plicosepalus: 12 loài.
    - Septulina: 2 loài.
    - Socratina: 2 loài.
    - Tapinanthus: 30 loài.
    - Vanwykia: 2 loài.

### Các chi bị sáp nhập
- Vào chi Aetanthus: Desrousseauxia, Macrocalyx, Phyllostephanus
- Vào chi Agelanthus: Acranthemum, Dentimetula, Schimperina
- Vào chi Amyema: Candollina, Cleistoloranthus, Dicymanthes, Neophylum, Pilostigma, Rhizanthemum, Rhizomonanthes, Stemmatophyllum, Ungula, Xylochlamys
- Vào chi Amylotheca: Aciella, Arculus, Treubania, Treubella
- Vào chi Barathranthus: Cyathiscus
- Vào chi Cladocolea: Loxania
- Vào chi Cyne: Tetradyas
- Vào chi Dendrophthoe: Etubila, Lonicera, Meiena
- Vào chi Elytranthe: Blumella, Itacania
- Vào chi Englerina: Ischnanthus, Stephaniscus
- Vào chi Gaiadendron: Taguaria
- Vào chi Helixanthera: Acrostachys, Chiridium, Coleobotrys, Dithecina, Helicanthera, Helicia, Lanthorus, Leucobotrys, Phoenicanthemum, Strepsimela, Sycophila
- Vào chi Lepeostegeres: Choristegeres, Choristegia, Stegastrum
- Vào chi Lepidaria: Chorilepidella, Chorilepis, Lepidella
- Vào chi Moquiniella: Moquinia
- Vào chi Muellerina: Furcilla, Hookerella
- Vào chi Notanthera: Phrygilanthus
- Vào chi Oedina: Botryoloranthus
- Vào chi Oncocalyx: Danserella, Odontella, Tieghemia
- Vào chi Oryctanthus: Allohemia, Furarium, Glutago
- Vào chi Oryctina: Maracanthus
- Vào chi Peraxilla: Neamyza, Perella
- Vào chi Phragmanthera: Metula, Septimetula, Thelecarpus
- Vào chi Phthirusa: Hemitria, Pasovia, Passowia, Triarthron
- Vào chi Plicosepalus: Tapinostemma
- Vào chi Psittacanthus: Alveolina, Apodina, Arthraxella, Arthraxon, Chatinia, Dipodophyllum, Glossidea, Hemiarthron, Isocaulon, Martiella, Meranthera, Merismia, Psathyranthus, Solenocalyx, Velvetia
- Vào chi Scurrula: Antriba, Cichlanthus
- Vào chi Struthanthus: Eichlerina, Peristethium, Ptychostylus, Spirostylis, Steirotis
- Vào chi Tapinanthus: Acrostephanus, Lichtensteinia
- Vào chi Taxillus: Locella, Phyllodesmis
- Vào chi Tristerix: Epicoila, Metastachys
- Vào chi Trithecanthera: Beccarina, Kingella

## Hình ảnh

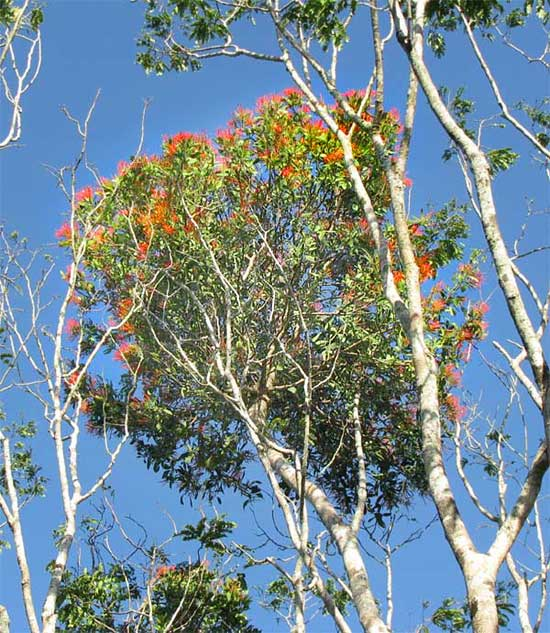
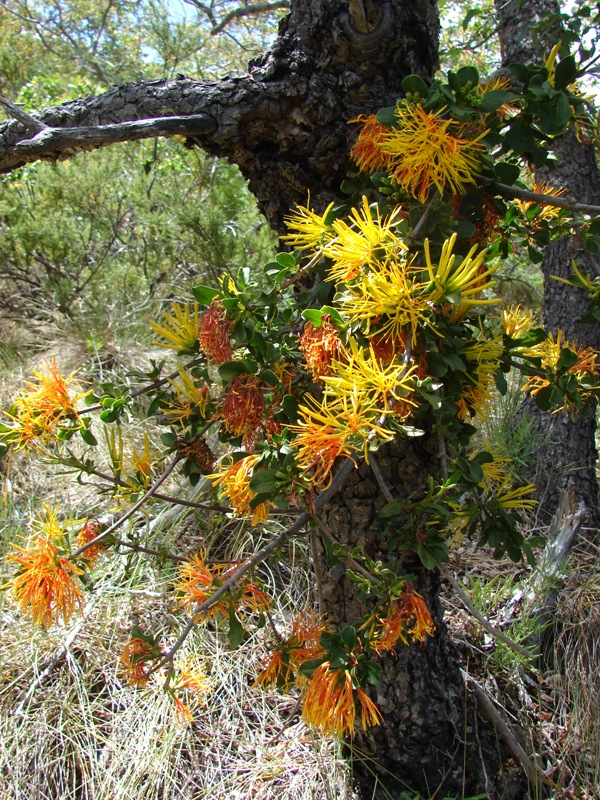